# RUMIKA
RUMIKA(일본어: ルミカ, 1990년 4월 12일 ~ )는 일본의 성인 비디오 여배우다.